# 뢰치베르크 터널
뢰치베르크 터널(Lötschberg Tunnel)은 스위스의 베른 알프스를 가로지르는 심플론 터널의 북쪽 끝에 있는 슈피츠와 브리크를 연결하는 뢰치베르크선의 14.612km 길이의 철도 터널이다. 그 끝은 베른주의 칸더슈테크 마을(2km 떨어져 있음)과 발레주의 고펜슈타인에 있다. 터널의 최고 높이는 해발 1,240m이며, 주요 스위스 철도 네트워크의 가장 높은 지점이다.

## 역사
건설은 1907년에 시작되었고 몇 차례의 심각한 사고로 인해 지연되었다.
- 1908년 2월: 눈사태로 노동자들이 살았던 호텔이 파괴되어 13명이 사망했다.
- 1908년 7월: 터널이 가스테른탈 계곡 아래의 깊은 균열에 침입하여 균열의 물과 빙하 퇴적물로 범람하여 25명이 사망하고, 터널의 1,554m를 버리고 봉인하고 곡선 우회로로 교체해야 했다.
- 1911년 3월: 돌파구 달성
- 1913년 6월 3일: 마무리
- 1913년 7월 15일: 1913년에 뢰치베르크 터널을 통한 정기 운행이 시작되었다.

터널은 단일 홀 복선 트랙이다.
|  |  |  |

## 운행
BLS AG 회사는 동반 차량을 위해 칸더슈테크역과 고펜슈타인역 사이의 터널을 통해 자동차 운송 서비스를 제공한다. 약 20분의 여행 시간, 승객은 개방형 자동차 운송 차량에 자신의 차에 남아 있다. 피크타임에는 자동차 운송 서비스가 7분 30초마다 각 방향으로 운행된다.
2007년 6월 15일에 새로 개통한 뢰치베르크 베이스 터널은 NRLA(New Railway Link through the Alps) 프로젝트의 일환으로 현재 뢰치베르크 터널보다 약 400m 아래에 건설되었다.

## 같이 보기
- 뢰치베르크
- 뢰치베르크 베이스 터널
- 심플론 터널
- NRLA